# Pallas (Kriegerin)
Pallas (altgriechisch Παλλάς Pallás) ist eine Figur aus der griechischen Mythologie. Sie war die Tochter des Meeresgottes Triton und einer unbekannten Mutter. Pallas und die Göttin Athene, eine Tochter des Zeus, wurden gemeinsam von Triton aufgezogen. 
Als Pallas und Athene im Spiel mit Schwert und Schild gegeneinander kämpften, bekam Zeus Angst um seine Tochter Athene und hielt die Aigis, einen Schild aus Ziegenfell, vor Pallas. Diese erschrak darüber so sehr, dass sie Athenes Schwerthieb zu spät bemerkte und tödlich verwundet wurde. 
Athene war über den Tod ihrer Gefährtin so traurig, dass sie Pallas’ Namen von nun an vor ihren eigenen setzte und sich nur noch Pallas Athene nannte. Zudem schuf sie eine Bildsäule ihrer Freundin, das sogenannte Palladion. Mit Athenes Erlaubnis brachte Zeus später, zur Zeit des Trojanischen Krieges, das Palladion nach Troja. Es sollte anzeigen, dass die Stadt unter seinem und Athenes Schutz stehe. Tatsächlich wurde Troja nicht erobert, bis es Odysseus und Diomedes während des Trojanischen Krieges gelang, das Palladion heimlich aus Troja zu rauben.